# Spillertrupper under VM i ishockey 2016
Spillertrupper under VM i ishockey 2016 indeholder samtlige 16 trupper som blev udtaget til VM i ishockey 2016 i Rusland fra 6. til 22. maj 2016. Hver af de 16 nationer som deltog i mesterskabet kunne registrere maksimalt 20 spillere og tre målmænd. Alle aldre er som de er ved starten af turneringen (7. maj 2016).
Spillernes alder og hold er pr. 6. maj 2016.

## Gruppe A

### Tjekkiet
En trup på 25 mand blev annonceret den 16. april 2016. Den blev udvidet til 27 spillere den 24. april 2016 og den 3. maj 2016.
Hovedtræner: Vladimír Vujtek
| Nr. | Pos. | Navn               | Højde  | Vægt           | Fødselsdato                      | Hold                       |
| --- | ---- | ------------------ | ------ | -------------- | -------------------------------- | -------------------------- |
| 5   | D    | Jakub Jerábek      | 181 cm | 89 kg (196 lb) | 12. maj 1991 (alder 24 år)       | HC Plzen                   |
| 6   | D    | Michal Kempný – A  | 183 cm | 88 kg (194 lb) | 8. september 1990 (alder 25 år)  | Avangard Omsk              |
| 10  | F    | Roman Cervenka – A | 181 cm | 85 kg (187 lb) | 10. december 1985 (alder 30 år)  | Fribourg-Gottéron          |
| 12  | F    | Radek Faksa        | 191 cm | 96 kg (212 lb) | 9. januar 1994 (alder 22 år)     | Dallas Stars               |
| 14  | F    | Tomáš Plekanec – C | 179 cm | 79 kg (174 lb) | 31. oktober 1982 (alder 33 år)   | Montreal Canadiens         |
| 16  | F    | Michal Birner      | 183 cm | 83 kg (183 lb) | 2. marts 1986 (alder 30 år)      | Bílí Tygri Liberec         |
| 22  | F    | Lukáš Kašpar       | 189 cm | 97 kg (214 lb) | 23. september 1985 (alder 30 år) | Slovan Bratislava          |
| 24  | D    | Petr Zámorský      | 180 cm | 86 kg (190 lb) | 3. august 1992 (alder 23 år)     | Örebro HK                  |
| 26  | F    | Martin Zatovic     | 180 cm | 91 kg (201 lb) | 25. januar 1985 (alder 31 år)    | Lada Togliatti             |
| 29  | D    | Jan Kolár          | 190 cm | 95 kg (209 lb) | 22. november 1986 (alder 29 år)  | Amur Khabarovsk            |
| 33  | G    | Pavel Francouz     | 182 cm | 81 kg (179 lb) | 3. juni 1990 (alder 25 år)       | Traktor Chelyabinsk        |
| 35  | G    | Matej Machovský    | 189 cm | 85 kg (187 lb) | 25. juli 1993 (alder 22 år)      | HC Plzen                   |
| 38  | G    | Dominik Furch      | 188 cm | 91 kg (201 lb) | 19. april 1990 (alder 26 år)     | Avangard Omsk              |
| 41  | F    | Tomáš Filippi      | 185 cm | 85 kg (187 lb) | 4. maj 1992 (alder 24 år)        | Metallurg Magnitogorsk     |
| 42  | F    | Petr Koukal        | 180 cm | 82 kg (181 lb) | 16. august 1982 (alder 33 år)    | Avtomobilist Yekaterinburg |
| 43  | F    | Jan Kovár          | 180 cm | 94 kg (207 lb) | 20. marts 1990 (alder 26 år)     | Metallurg Magnitogorsk     |
| 45  | D    | Radim Šimek        | 180 cm | 89 kg (196 lb) | 20. september 1992 (alder 23 år) | Bílí Tygri Liberec         |
| 47  | D    | Michal Jordán      | 185 cm | 90 kg (200 lb) | 17. juli 1990 (alder 25 år)      | Carolina Hurricanes        |
| 52  | D    | Milan Doudera      | 183 cm | 90 kg (200 lb) | 1. januar 1993 (alder 23 år)     | Ocelári Trinec             |
| 62  | F    | Michal Repík       | 178 cm | 82 kg (181 lb) | 31. december 1988 (alder 27 år)  | Bílí Tygri Liberec         |
| 79  | F    | Tomáš Zohorna      | 185 cm | 91 kg (201 lb) | 3. januar 1988 (alder 28 år)     | Amur Khabarovsk            |
| 84  | D    | Tomáš Kundrátek    | 187 cm | 91 kg (201 lb) | 26. december 1989 (alder 26 år)  | Slovan Bratislava          |
| 88  | F    | David Pastrnák     | 183 cm | 82 kg (181 lb) | 25. maj 1996 (alder 19 år)       | Boston Bruins              |
| 90  | F    | Robert Kousal      | 186 cm | 89 kg (196 lb) | 7. oktober 1990 (alder 25 år)    | Metallurg Novokuznetsk     |
| 96  | F    | Richard Jarušek    | 189 cm | 98 kg (216 lb) | 8. august 1991 (alder 24 år)     | BK Mladá Boleslav          |

### Danmark
En trup på 23 mand blev annonceret den 11. april 2016. Den blev revideret til en trup på 25 spillere den  roster was unveiled on 25 April 2016. The final was roster was revealed on 1 May 2016.
Hovedtræner: Janne Karlsson
| Nr. | Pos. | Navn                 | Højde  | Vægt            | Fødselsdato                      | Hold                      |
| --- | ---- | -------------------- | ------ | --------------- | -------------------------------- | ------------------------- |
| 4   | D    | Mads Bødker          | 175 cm | 80 kg (180 lb)  | 31. august 1987 (alder 28 år)    | SønderjyskE Ishockey      |
| 5   | D    | Daniel Nielsen       | 182 cm | 83 kg (183 lb)  | 31. oktober 1980 (alder 35 år)   | Herning Blue Fox          |
| 6   | D    | Stefan Lassen        | 190 cm | 90 kg (200 lb)  | 1. november 1985 (alder 30 år)   | Lahti Pelicans            |
| 9   | F    | Frederik Storm       | 180 cm | 86 kg (190 lb)  | 20. februar 1989 (alder 27 år)   | Malmö Redhawks            |
| 11  | F    | Patrick Bjorkstrand  | 184 cm | 87 kg (192 lb)  | 1. juli 1992 (alder 23 år)       | KHL Medvešcak Zagreb      |
| 12  | F    | Mads Christensen     | 179 cm | 80 kg (180 lb)  | 2. april 1987 (alder 29 år)      | EHC München               |
| 13  | F    | Morten Green – C     | 183 cm | 88 kg (194 lb)  | 19. marts 1981 (alder 35 år)     | Nordsjælland Cobras       |
| 14  | F    | Kirill Starkov       | 184 cm | 95 kg (209 lb)  | 31. marts 1987 (alder 29 år)     | HC Red Ice                |
| 17  | F    | Nicklas Jensen       | 191 cm | 85 kg (187 lb)  | 6. marts 1993 (alder 23 år)      | Hartford Wolf Pack        |
| 20  | F    | Mathias From         | 185 cm | 73 kg (161 lb)  | 16. december 1997 (alder 18 år)  | Rögle BK                  |
| 22  | D    | Markus Lauridsen     | 188 cm | 89 kg (196 lb)  | 28. februar 1991 (alder 25 år)   | AIK                       |
| 24  | F    | Nikolaj Ehlers       | 185 cm | 80 kg (180 lb)  | 14. februar 1996 (alder 20 år)   | Winnipeg Jets             |
| 25  | D    | Oliver Lauridsen     | 197 cm | 104 kg (229 lb) | 24. marts 1989 (alder 27 år)     | Frölunda HC               |
| 28  | D    | Emil Kristensen      | 184 cm | 84 kg (185 lb)  | 20. september 1992 (alder 23 år) | IK Oskarshamn             |
| 29  | F    | Morten Madsen – A    | 190 cm | 87 kg (192 lb)  | 16. januar 1987 (alder 29 år)    | Hamburg Freezers          |
| 31  | G    | Simon Nielsen        | 188 cm | 80 kg (180 lb)  | 27. oktober 1986 (alder 29 år)   | Herning Blue Fox          |
| 32  | G    | Sebastian Dahm       | 186 cm | 82 kg (181 lb)  | 28. februar 1987 (alder 29 år)   | Graz 99ers                |
| 36  | F    | Jannik Hansen        | 185 cm | 92 kg (203 lb)  | 15. marts 1986 (alder 30 år)     | Vancouver Canucks         |
| 38  | F    | Morten Poulsen       | 184 cm | 84 kg (185 lb)  | 9. september 1988 (alder 27 år)  | Graz 99ers                |
| 39  | G    | Georg Sørensen       | 176 cm | 75 kg (165 lb)  | 15. maj 1995 (alder 20 år)       | Frederikshavn White Hawks |
| 41  | D    | Jesper B. Jensen – A | 183 cm | 84 kg (185 lb)  | 30. juli 1991 (alder 24 år)      | Jokerit                   |
| 42  | F    | Mikkel Aagaard       | 180 cm | 81 kg (179 lb)  | 18. oktober 1995 (alder 20 år)   | Sudbury Wolves            |
| 48  | D    | Nicholas Jensen      | 189 cm | 90 kg (200 lb)  | 8. april 1989 (alder 27 år)      | Esbjerg Energy            |
| 50  | F    | Mathias Bau Hansen   | 200 cm | 108 kg (238 lb) | 3. juli 1993 (alder 22 år)       | Frederikshavn White Hawks |
| 81  | F    | Lars Eller           | 185 cm | 90 kg (200 lb)  | 8. maj 1989 (alder 26 år)        | Montreal Canadiens        |

### Kazakhstan
Den 24. marts 2016 blev en VM-trup med 54 spillere annonceret.
Hovedtræner: Andrei Nazarov
| Nr. | Pos. | Navn                   | Højde  | Vægt            | Fødselsdag                      | Hold                |
| --- | ---- | ---------------------- | ------ | --------------- | ------------------------------- | ------------------- |
| 1   | G    | Pavel Poluektov        | 181 cm | 80 kg (180 lb)  | 20. januar 1992 (alder 24 år)   | Barys Astana        |
| 2   | D    | Roman Savchenko        | 189 cm | 87 kg (192 lb)  | 28. juli 1988 (alder 27 år)     | Barys Astana        |
| 3   | D    | Vyacheslav Tryasunov   | 182 cm | 86 kg (190 lb)  | 24. juni 1985 (alder 30 år)     | Barys Astana        |
| 5   | D    | Andrei Korabeinikov    | 184 cm | 82 kg (181 lb)  | 1. april 1987 (alder 29 år)     | Toros Neftekamsk    |
| 7   | D    | Maxim Semyonov         | 182 cm | 81 kg (179 lb)  | 9. februar 1984 (alder 32 år)   | Barys Astana        |
| 9   | F    | Nigel Dawes – A        | 173 cm | 81 kg (179 lb)  | 9. februar 1985 (alder 31 år)   | Barys Astana        |
| 15  | F    | Maxim Khudyakov        | 171 cm | 75 kg (165 lb)  | 18. august 1986 (alder 29 år)   | Barys Astana        |
| 17  | F    | Mikhail Panshin        | 182 cm | 78 kg (172 lb)  | 2. maj 1983 (alder 33 år)       | Barys Astana        |
| 20  | G    | Vitali Kolesnik        | 190 cm | 92 kg (203 lb)  | 20. august 1979 (alder 36 år)   | Lokomotiv Yaroslavl |
| 22  | F    | Roman Starchenko – C   | 178 cm | 82 kg (181 lb)  | 12. maj 1986 (alder 29 år)      | Barys Astana        |
| 27  | F    | Brandon Bochenski – A  | 184 cm | 86 kg (190 lb)  | 4. april 1982 (alder 34 år)     | Barys Astana        |
| 29  | F    | Dmitri Grents          | 185 cm | 85 kg (187 lb)  | 10. juni 1996 (alder 19 år)     | Barys Astana        |
| 32  | G    | Dmitri Malgin          | 186 cm | 83 kg (183 lb)  | 28. juli 1987 (alder 28 år)     | Barys Astana        |
| 41  | F    | Dustin Boyd            | 183 cm | 85 kg (187 lb)  | 16. juli 1986 (alder 29 år)     | Barys Astana        |
| 46  | D    | Alexander Lipin        | 187 cm | 100 kg (220 lb) | 19. december 1985 (alder 30 år) | Barys Astana        |
| 49  | F    | Alexander Shin         | 185 cm | 74 kg (163 lb)  | 21. november 1985 (alder 30 år) | Kazzinc-Torpedo     |
| 52  | F    | Ilya Solaryov          | 192 cm | 91 kg (201 lb)  | 2. august 1982 (alder 33 år)    | Barys Astana        |
| 53  | F    | Vladimir Markelov      | 175 cm | 82 kg (181 lb)  | 31. august 1987 (alder 28 år)   | Arlan Kokshetau     |
| 62  | F    | Vadim Krasnoslobodtsev | 190 cm | 90 kg (200 lb)  | 16. august 1983 (alder 32 år)   | Barys Astana        |
| 69  | D    | Damir Lobanov          | 199 cm | 97 kg (214 lb)  | 1. december 1996 (alder 19 år)  | Barys Astana        |
| 81  | F    | Konstantin Pushkaryov  | 181 cm | 78 kg (172 lb)  | 12. februar 1985 (alder 31 år)  | Barys Astana        |
| 87  | D    | Artemi Lakiza          | 178 cm | 82 kg (181 lb)  | 2. juli 1987 (alder 28 år)      | Barys Astana        |
| 88  | F    | Evgeni Rymarev         | 175 cm | 76 kg (168 lb)  | 9. september 1988 (alder 27 år) | Kazzinc-Torpedo     |
| 91  | F    | Nikita Ivanov          | 193 cm | 95 kg (209 lb)  | 31. marts 1989 (alder 27 år)    | Saryarka Karagandy  |
| 94  | D    | Daniar Kairov          | 182 cm | 95 kg (209 lb)  | 5. april 1994 (alder 22 år)     | Barys Astana        |

### Letland
En VM-trup på 22 mand blev annonceret den 13. april 2016. Den endelige trup blev annonceret den 4. maj 2016.
Hovedtræner: Leonids Beresnevs
| Nr. | Pos. | Navn                  | Højde  | Vægt            | Fødselsdag                       | Hold                    |
| --- | ---- | --------------------- | ------ | --------------- | -------------------------------- | ----------------------- |
| 1   | G    | Janis Kalninš         | 182 cm | 87 kg (192 lb)  | 13. december 1991 (alder 24 år)  | Fehérvár AV19           |
| 3   | D    | Maksims Širokovs      | 181 cm | 87 kg (192 lb)  | 13. december 1982 (alder 33 år)  | WSV Sterzing Broncos    |
| 5   | D    | Edgars Siksna         | 186 cm | 93 kg (205 lb)  | 15. januar 1993 (alder 23 år)    | Saryarka Karaganda      |
| 8   | F    | Aleksejs Širokovs     | 180 cm | 89 kg (196 lb)  | 20. februar 1981 (alder 35 år)   | Neftyanik Almetievsk    |
| 11  | D    | Kristaps Sotnieks     | 183 cm | 93 kg (205 lb)  | 29. januar 1987 (alder 29 år)    | Dinamo Riga             |
| 13  | D    | Guntis Galvinš        | 186 cm | 87 kg (192 lb)  | 25. januar 1986 (alder 30 år)    | Dinamo Riga             |
| 16  | F    | Kaspars Daugavinš – C | 183 cm | 97 kg (214 lb)  | 18. maj 1988 (alder 27 år)       | Torpedo Nizhny Novgorod |
| 18  | F    | Rodrigo Abols         | 195 cm | 84 kg (185 lb)  | 5. januar 1996 (alder 20 år)     | Portland Winterhawks    |
| 21  | F    | Gunars Skvorcovs      | 187 cm | 97 kg (214 lb)  | 13. januar 1990 (alder 26 år)    | Dinamo Riga             |
| 22  | D    | Janis Andersons       | 187 cm | 88 kg (194 lb)  | 7. oktober 1986 (alder 29 år)    | HKM Zvolen              |
| 23  | D    | Aleksandrs Jerofejevs | 190 cm | 93 kg (205 lb)  | 12. april 1984 (alder 32 år)     | Dinamo Riga             |
| 24  | F    | Mikelis Redlihs       | 181 cm | 81 kg (179 lb)  | 1. juli 1984 (alder 31 år)       | Dinamo Riga             |
| 25  | F    | Andris Džerinš        | 185 cm | 85 kg (187 lb)  | 14. februar 1988 (alder 28 år)   | Dinamo Riga             |
| 27  | D    | Oskars Cibulskis      | 188 cm | 86 kg (190 lb)  | 9. april 1988 (alder 28 år)      | Dinamo Riga             |
| 28  | F    | Zemgus Girgensons – A | 188 cm | 92 kg (203 lb)  | 5. januar 1994 (alder 22 år)     | Buffalo Sabres          |
| 29  | D    | Ralfs Freibergs       | 180 cm | 87 kg (192 lb)  | 17. maj 1991 (alder 24 år)       | Toledo Walleye          |
| 30  | G    | Elvis Merzlikins      | 191 cm | 85 kg (187 lb)  | 13. april 1994 (alder 22 år)     | HC Lugano               |
| 31  | G    | Edgars Masalskis      | 175 cm | 78 kg (172 lb)  | 31. marts 1980 (alder 36 år)     | Lada Togliatti          |
| 70  | F    | Miks Indrašis         | 192 cm | 85 kg (187 lb)  | 30. september 1990 (alder 25 år) | Dinamo Riga             |
| 71  | F    | Roberts Bukarts       | 184 cm | 84 kg (185 lb)  | 27. juni 1990 (alder 25 år)      | PSG Zlín                |
| 79  | F    | Vitalijs Pavlovs      | 193 cm | 101 kg (223 lb) | 17. juni 1989 (alder 26 år)      | Dinamo Riga             |
| 87  | F    | Gints Meija – A       | 185 cm | 90 kg (200 lb)  | 4. september 1987 (alder 28 år)  | Dinamo Riga             |
| 91  | F    | Ronalds Keninš        | 182 cm | 91 kg (201 lb)  | 29. juli 1994 (alder 21 år)      | Vancouver Canucks       |
| 94  | F    | Edgars Kulda          | 184 cm | 86 kg (190 lb)  | 13. november 1994 (alder 21 år)  | Dinamo Riga             |
| 96  | F    | Maris Bicevskis       | 180 cm | 82 kg (181 lb)  | 3. august 1991 (alder 24 år)     | Dinamo Riga             |

### Norge
En trup på 26 spillere blev annonceret den 11. april 2016. Truppen blev udvidet til 28 spillere den 28. april 2016. Den endelige trup blev annonceret den 1. maj 2016.
Hovedtræner: Roy Johansen
| Nr. | Pos. | Navn                       | Højde  | Vægt            | Fødselsdato                     | Hold                 |
| --- | ---- | -------------------------- | ------ | --------------- | ------------------------------- | -------------------- |
| 4   | D    | Johannes Johannessen       | 181 cm | 85 kg (187 lb)  | 1. marts 1997 (alder 19 år)     | Stavanger Oilers     |
| 6   | D    | Jonas Holøs                | 180 cm | 93 kg (205 lb)  | 27. august 1987 (alder 28 år)   | Färjestad BK         |
| 8   | F    | Mathias Trettenes          | 179 cm | 76 kg (168 lb)  | 8. november 1993 (alder 22 år)  | Stavanger Oilers     |
| 10  | D    | Mattias Nørstebø           | 178 cm | 82 kg (181 lb)  | 3. juni 1995 (alder 20 år)      | Brynäs IF            |
| 11  | F    | Andreas Stene              | 190 cm | 91 kg (201 lb)  | 1. marts 1991 (alder 25 år)     | Mora IK              |
| 12  | F    | Michael Haga               | 180 cm | 77 kg (170 lb)  | 10. marts 1992 (alder 24 år)    | Almtuna IS           |
| 14  | D    | Dennis Sveum               | 185 cm | 86 kg (190 lb)  | 27. november 1986 (alder 29 år) | Stavanger Oilers     |
| 20  | F    | Anders Bastiansen – A      | 190 cm | 93 kg (205 lb)  | 31. oktober 1980 (alder 35 år)  | Frisk Asker Ishockey |
| 21  | F    | Morten Ask                 | 185 cm | 88 kg (194 lb)  | 14. maj 1980 (alder 35 år)      | Vålerenga Ishockey   |
| 22  | F    | Martin Røymark             | 184 cm | 86 kg (190 lb)  | 10. november 1986 (alder 29 år) | Färjestad BK         |
| 23  | D    | Mats Trygg – A             | 179 cm | 85 kg (187 lb)  | 1. juni 1976 (alder 39 år)      | Lørenskog IK         |
| 24  | F    | Andreas Martinsen          | 190 cm | 100 kg (220 lb) | 13. juni 1990 (alder 25 år)     | Colorado Avalanche   |
| 26  | F    | Kristian Forsberg          | 183 cm | 88 kg (194 lb)  | 5. maj 1986 (alder 30 år)       | Stavanger Oilers     |
| 28  | F    | Niklas Roest               | 174 cm | 80 kg (180 lb)  | 3. august 1986 (alder 29 år)    | Sparta Warriors      |
| 29  | F    | Robin Dahlstrøm            | 183 cm | 100 kg (220 lb) | 29. januar 1988 (alder 28 år)   | Lørenskog IK         |
| 30  | G    | Lars Haugen                | 185 cm | 83 kg (183 lb)  | 19. marts 1987 (alder 29 år)    | Färjestad BK         |
| 31  | G    | Lars Volden                | 190 cm | 95 kg (209 lb)  | 26. juli 1992 (alder 23 år)     | Rögle BK             |
| 36  | F    | Mats Zuccarello            | 171 cm | 74 kg (163 lb)  | 1. september 1987 (alder 28 år) | New York Rangers     |
| 40  | F    | Ken André Olimb            | 179 cm | 81 kg (179 lb)  | 21. januar 1989 (alder 27 år)   | Düsseldorfer EG      |
| 42  | D    | Henrik Ødegaard            | 180 cm | 89 kg (196 lb)  | 12. februar 1988 (alder 28 år)  | Lørenskog IK         |
| 46  | F    | Mathis Olimb               | 177 cm | 79 kg (174 lb)  | 1. februar 1986 (alder 30 år)   | Jokerit              |
| 51  | F    | Mats Rosseli Olsen         | 180 cm | 83 kg (183 lb)  | 29. april 1991 (alder 25 år)    | Frölunda HC          |
| 55  | D    | Ole-Kristian Tollefsen – C | 187 cm | 94 kg (207 lb)  | 29. marts 1984 (alder 32 år)    | Färjestad BK         |
| 70  | G    | Steffen Søberg             | 180 cm | 78 kg (172 lb)  | 6. august 1993 (alder 22 år)    | Vålerenga Ishockey   |
| 93  | F    | Thomas Valkvæ Olsen        | 186 cm | 88 kg (194 lb)  | 18. maj 1993 (alder 22 år)      | Frisk Asker Ishockey |

### Rusland
Den endelige trup blev annonceret den 4. maj 2016.
Hovedtræner: Oleg Znarok
| Nr. | Pos. | Navn                | Højde  | Vægt            | Fødselsdato                      | Hold                   |
| --- | ---- | ------------------- | ------ | --------------- | -------------------------------- | ---------------------- |
| 7   | F    | Ivan Telegin        | 193 cm | 92 kg (203 lb)  | 28. februar 1992 (alder 24 år)   | CSKA Moscow            |
| 8   | F    | Aleksandr Ovetjkin  | 190 cm | 100 kg (220 lb) | 17. september 1985 (alder 30 år) | Washington Capitals    |
| 9   | D    | Viktor Antipin      | 175 cm | 80 kg (180 lb)  | 6. december 1992 (alder 23 år)   | Metallurg Magnitogorsk |
| 10  | F    | Sergej Mozjakin – A | 180 cm | 87 kg (192 lb)  | 30. marts 1981 (alder 35 år)     | Metallurg Magnitogorsk |
| 13  | F    | Pavel Datsjuk – C   | 180 cm | 88 kg (194 lb)  | 20. juli 1978 (alder 37 år)      | Detroit Red Wings      |
| 16  | F    | Sergej Plotnikov    | 188 cm | 90 kg (200 lb)  | 3. juni 1990 (alder 25 år)       | Arizona Coyotes        |
| 22  | D    | Nikita Zajtsev      | 189 cm | 89 kg (196 lb)  | 29. oktober 1991 (alder 24 år)   | Toronto Maple Leafs    |
| 23  | F    | Roman Ljubimov      | 188 cm | 94 kg (207 lb)  | 6. januar 1992 (alder 24 år)     | CSKA Moscow            |
| 26  | D    | Vjatjeslav Vojnov   | 182 cm | 84 kg (185 lb)  | 15. januar 1990 (alder 26 år)    | SKA Saint Petersburg   |
| 27  | F    | Artemij Panarin     | 180 cm | 77 kg (170 lb)  | 30. oktober 1991 (alder 24 år)   | Chicago Blackhawks     |
| 30  | G    | Igor Sjestjorkin    | 185 cm | 85 kg (187 lb)  | 30. december 1995 (alder 20 år)  | SKA Saint Petersburg   |
| 31  | G    | Ilja Sorokin        | 188 cm | 78 kg (172 lb)  | 4. august 1995 (alder 20 år)     | CSKA Moscow            |
| 39  | F    | Stepan Sannikov     | 183 cm | 91 kg (201 lb)  | 25. september 1990 (alder 25 år) | Sibir Novosibirsk      |
| 40  | F    | Sergej Kalinin      | 190 cm | 86 kg (190 lb)  | 17. marts 1991 (alder 25 år)     | New Jersey Devils      |
| 52  | F    | Sergej Sjirokov     | 178 cm | 89 kg (196 lb)  | 10. marts 1986 (alder 30 år)     | SKA Saint Petersburg   |
| 53  | D    | Aleksej Martjenko   | 188 cm | 96 kg (212 lb)  | 2. januar 1992 (alder 24 år)     | Detroit Red Wings      |
| 63  | F    | Jevgenij Dadonov    | 179 cm | 84 kg (185 lb)  | 12. marts 1989 (alder 27 år)     | SKA Saint Petersburg   |
| 72  | G    | Sergej Bobrovskij   | 188 cm | 86 kg (190 lb)  | 20. september 1988 (alder 27 år) | Columbus Blue Jackets  |
| 73  | D    | Maksim Tjudinov     | 180 cm | 92 kg (203 lb)  | 25. marts 1990 (alder 26 år)     | SKA Saint Petersburg   |
| 74  | D    | Alexej Jemelin      | 185 cm | 97 kg (214 lb)  | 25. april 1986 (alder 30 år)     | Montreal Canadiens     |
| 77  | D    | Anton Belov         | 193 cm | 97 kg (214 lb)  | 29. juli 1986 (alder 29 år)      | SKA Saint Petersburg   |
| 81  | D    | Dmitrij Orlov       | 182 cm | 91 kg (201 lb)  | 23. juli 1991 (alder 24 år)      | Washington Capitals    |
| 87  | F    | Vadim Sjipatjov – A | 183 cm | 85 kg (187 lb)  | 12. marts 1987 (alder 29 år)     | SKA Saint Petersburg   |
| 92  | F    | Jevgenij Kuznetsov  | 186 cm | 87 kg (192 lb)  | 19. maj 1992 (alder 23 år)       | Washington Capitals    |
| 96  | F    | Alexandr Burmistrov | 185 cm | 82 kg (181 lb)  | 21. oktober 1991 (alder 24 år)   | Winnipeg Jets          |

### Sverige
En VM-trup med 24 spillere blev annonceret den 22. april 2016. Den endelige trup blev annonceret den 2. maj 2016.
Hovedtræner: Pär Mårts
| Nr. | Pos. | Navn                | Højde  | Vægt           | Fødselsdag                       | Hold                  |
| --- | ---- | ------------------- | ------ | -------------- | -------------------------------- | --------------------- |
| 4   | D    | Mattias Ekholm      | 193 cm | 93 kg (205 lb) | 24. maj 1990 (alder 25 år)       | Nashville Predators   |
| 5   | D    | Adam Larsson        | 191 cm | 93 kg (205 lb) | 12. november 1992 (alder 23 år)  | New Jersey Devils     |
| 6   | D    | Oscar Fantenberg    | 184 cm | 92 kg (203 lb) | 7. oktober 1991 (alder 24 år)    | Frölunda HC           |
| 7   | F    | Patrick Cehlin      | 180 cm | 76 kg (168 lb) | 27. juli 1991 (alder 24 år)      | Rögle BK              |
| 10  | D    | Johan Fransson      | 187 cm | 90 kg (200 lb) | 18. februar 1985 (alder 31 år)   | Genève-Servette HC    |
| 13  | F    | Mattias Ritola      | 182 cm | 89 kg (196 lb) | 14. marts 1987 (alder 29 år)     | Skellefteå AIK        |
| 14  | F    | Gustav Nyquist      | 182 cm | 83 kg (183 lb) | 1. september 1989 (alder 26 år)  | Detroit Red Wings     |
| 15  | F    | Mattias Sjögren     | 189 cm | 97 kg (214 lb) | 27. november 1987 (alder 28 år)  | Ak Bars Kazan         |
| 18  | F    | Mikael Backlund – A | 184 cm | 90 kg (200 lb) | 17. marts 1989 (alder 27 år)     | Calgary Flames        |
| 21  | F    | Jimmie Ericsson – C | 187 cm | 94 kg (207 lb) | 22. februar 1980 (alder 36 år)   | Skellefteå AIK        |
| 25  | G    | Jacob Markström     | 198 cm | 89 kg (196 lb) | 31. januar 1990 (alder 26 år)    | Vancouver Canucks     |
| 27  | F    | Martin Lundberg     | 184 cm | 95 kg (209 lb) | 7. juni 1990 (alder 25 år)       | Skellefteå AIK        |
| 28  | F    | Johan Sundström     | 189 cm | 91 kg (201 lb) | 21. september 1992 (alder 23 år) | Frölunda HC           |
| 29  | D    | Erik Gustafsson – A | 180 cm | 82 kg (181 lb) | 15. december 1988 (alder 27 år)  | Kloten Flyers         |
| 30  | G    | Viktor Fasth        | 183 cm | 87 kg (192 lb) | 8. august 1982 (alder 33 år)     | CSKA Moscow           |
| 32  | D    | Magnus Nygren       | 185 cm | 87 kg (192 lb) | 7. juni 1990 (alder 25 år)       | Färjestad BK          |
| 35  | G    | Joel Lassinantti    | 175 cm | 80 kg (180 lb) | 8. januar 1993 (alder 23 år)     | Luleå HF              |
| 37  | F    | John Norman         | 180 cm | 80 kg (180 lb) | 6. januar 1991 (alder 25 år)     | Skellefteå AIK        |
| 41  | F    | Alexander Wennberg  | 186 cm | 85 kg (187 lb) | 22. september 1994 (alder 21 år) | Columbus Blue Jackets |
| 54  | D    | Anton Lindholm      | 180 cm | 88 kg (194 lb) | 29. november 1994 (alder 21 år)  | Skellefteå AIK        |
| 56  | D    | Erik Gustafsson     | 184 cm | 80 kg (180 lb) | 14. marts 1992 (alder 24 år)     | Chicago Blackhawks    |
| 65  | F    | André Burakowsky    | 187 cm | 92 kg (203 lb) | 9. februar 1995 (alder 21 år)    | Washington Capitals   |
| 67  | F    | Linus Omark         | 180 cm | 82 kg (181 lb) | 5. februar 1987 (alder 29 år)    | Salavat Yulaev Ufa    |
| 86  | F    | Linus Klasen        | 176 cm | 82 kg (181 lb) | 19. februar 1986 (alder 30 år)   | HC Lugano             |
| 87  | F    | Robert Rosén        | 180 cm | 80 kg (180 lb) | 25. juni 1987 (alder 28 år)      | Växjö Lakers          |

### Schweiz
En VM-trup med 30 spillere blev annonceret den 16. april 2016. Den endelige trup blev annonceret den 1. maj 2016.
Hovedtræner: Patrick Fischer
| Nr. | Pos. | Navn              | Højde  | Vægt           | Fødselsdag                       | Hold                   |
| --- | ---- | ----------------- | ------ | -------------- | -------------------------------- | ---------------------- |
| 4   | D    | Patrick Geering   | 178 cm | 88 kg (194 lb) | 12. februar 1990 (alder 26 år)   | ZSC Lions              |
| 6   | D    | Yannick Weber     | 179 cm | 89 kg (196 lb) | 23. september 1988 (alder 27 år) | Vancouver Canucks      |
| 10  | F    | Andres Ambühl – C | 176 cm | 82 kg (181 lb) | 14. september 1983 (alder 32 år) | HC Davos               |
| 13  | D    | Félicien Du Bois  | 187 cm | 84 kg (185 lb) | 18. oktober 1983 (alder 32 år)   | HC Davos               |
| 15  | F    | Grégory Hofmann   | 182 cm | 80 kg (180 lb) | 13. november 1992 (alder 23 år)  | HC Lugano              |
| 16  | D    | Raphael Diaz – A  | 181 cm | 88 kg (194 lb) | 9. januar 1986 (alder 30 år)     | New York Rangers       |
| 19  | F    | Reto Schäppi      | 194 cm | 97 kg (214 lb) | 27. januar 1991 (alder 25 år)    | ZSC Lions              |
| 20  | G    | Reto Berra        | 194 cm | 89 kg (196 lb) | 3. januar 1987 (alder 29 år)     | Colorado Avalanche     |
| 22  | F    | Nino Niederreiter | 185 cm | 92 kg (203 lb) | 8. september 1992 (alder 23 år)  | Minnesota Wild         |
| 29  | G    | Robert Mayer      | 185 cm | 89 kg (196 lb) | 9. oktober 1989 (alder 26 år)    | Genève-Servette HC     |
| 32  | D    | Noah Schneeberger | 187 cm | 85 kg (187 lb) | 23. maj 1988 (alder 27 år)       | HC Davos               |
| 39  | G    | Sandro Zurkirchen | 178 cm | 75 kg (165 lb) | 25. februar 1990 (alder 26 år)   | HC Ambrì-Piotta        |
| 43  | F    | Morris Trachsler  | 183 cm | 90 kg (200 lb) | 15. juli 1984 (alder 31 år)      | ZSC Lions              |
| 53  | D    | Christian Marti   | 192 cm | 95 kg (209 lb) | 29. marts 1993 (alder 23 år)     | Lehigh Valley Phantoms |
| 56  | F    | Dino Wieser       | 180 cm | 83 kg (183 lb) | 13. juni 1989 (alder 26 år)      | HC Davos               |
| 58  | D    | Eric Blum         | 178 cm | 82 kg (181 lb) | 13. juni 1986 (alder 29 år)      | SC Bern                |
| 65  | F    | Marc Wieser       | 181 cm | 83 kg (183 lb) | 13. oktober 1987 (alder 28 år)   | HC Davos               |
| 70  | F    | Denis Hollenstein | 183 cm | 90 kg (200 lb) | 15. oktober 1989 (alder 26 år)   | Kloten Flyers          |
| 77  | D    | Robin Grossmann   | 180 cm | 85 kg (187 lb) | 17. august 1987 (alder 28 år)    | EV Zug                 |
| 82  | F    | Simon Moser – A   | 187 cm | 95 kg (209 lb) | 10. marts 1989 (alder 27 år)     | SC Bern                |
| 85  | F    | Sven Andrighetto  | 175 cm | 83 kg (183 lb) | 21. marts 1993 (alder 23 år)     | Montreal Canadiens     |
| 92  | F    | Gaëtan Haas       | 181 cm | 80 kg (180 lb) | 31. januar 1992 (alder 24 år)    | EHC Biel               |
| 93  | F    | Lino Martschini   | 168 cm | 65 kg (143 lb) | 21. januar 1993 (alder 23 år)    | EV Zug                 |
| 94  | F    | Samuel Walser     | 190 cm | 95 kg (209 lb) | 5. juni 1992 (alder 23 år)       | HC Davos               |
| 95  | F    | Julian Walker     | 187 cm | 94 kg (207 lb) | 10. september 1986 (alder 29 år) | HC Lugano              |

## Gruppe B

### Hviderusland
Et  hold med 29 spillere blev annonceret den 13. april 2016.
Hovedtræner: Dave Lewis
| Nr. | Pos. | Navn                 | Højde  | Vægt            | Fødselsdag                       | Hold                    |
| --- | ---- | -------------------- | ------ | --------------- | -------------------------------- | ----------------------- |
| 1   | G    | Vitali Koval         | 188 cm | 97 kg (214 lb)  | 31. marts 1980 (alder 36 år)     | VIK Västerås            |
| 2   | D    | Kirill Gotovets      | 183 cm | 84 kg (185 lb)  | 25. juni 1991 (alder 24 år)      | Rockford IceHogs        |
| 8   | D    | Ilya Shinkevich      | 189 cm | 86 kg (190 lb)  | 1. september 1989 (alder 26 år)  | Dinamo Minsk            |
| 9   | D    | Roman Dyukov         | 187 cm | 92 kg (203 lb)  | 29. september 1995 (alder 20 år) | Yunost Minsk            |
| 13  | F    | Sergei Drozd         | 181 cm | 77 kg (170 lb)  | 14. april 1990 (alder 26 år)     | Dinamo Minsk            |
| 14  | D    | Yevgeni Lisovets     | 183 cm | 90 kg (200 lb)  | 12. november 1994 (alder 21 år)  | Dinamo Minsk            |
| 15  | F    | Artyom Demkov        | 178 cm | 78 kg (172 lb)  | 26. september 1989 (alder 26 år) | Shakhtyor Soligorsk     |
| 16  | F    | Geoff Platt          | 176 cm | 82 kg (181 lb)  | 10. juli 1985 (alder 30 år)      | CSKA Moscow             |
| 17  | F    | Alexei Kalyuzhny – C | 177 cm | 86 kg (190 lb)  | 13. juni 1977 (alder 38 år)      | Dinamo Minsk            |
| 18  | D    | Kristian Khenkel     | 182 cm | 85 kg (187 lb)  | 7. november 1995 (alder 20 år)   | Yunost Minsk            |
| 19  | F    | Nikita Komarov       | 187 cm | 90 kg (200 lb)  | 28. juni 1988 (alder 27 år)      | Dinamo Minsk            |
| 23  | F    | Andrei Stas          | 189 cm | 88 kg (194 lb)  | 18. oktober 1988 (alder 27 år)   | Neftekhimik Nizhnekamsk |
| 25  | D    | Oleg Yevenko         | 201 cm | 104 kg (229 lb) | 21. januar 1991 (alder 25 år)    | Lake Erie Monsters      |
| 26  | D    | Nikita Ustinenko     | 186 cm | 78 kg (172 lb)  | 22. april 1995 (alder 21 år)     | Dinamo Minsk            |
| 35  | G    | Kevin Lalande        | 182 cm | 83 kg (183 lb)  | 19. februar 1987 (alder 29 år)   | Dinamo Minsk            |
| 40  | G    | Dmitry Milchakov     | 183 cm | 78 kg (172 lb)  | 2. marts 1986 (alder 30 år)      | Dinamo Minsk            |
| 46  | F    | Andrei Kostitsyn – A | 183 cm | 103 kg (227 lb) | 3. februar 1985 (alder 31 år)    | HC Sochi                |
| 61  | F    | Andrei Stepanov      | 178 cm | 91 kg (201 lb)  | 14. april 1986 (alder 30 år)     | Dinamo Minsk            |
| 70  | F    | Charles Linglet      | 188 cm | 92 kg (203 lb)  | 22. juni 1982 (alder 33 år)      | Dinamo Minsk            |
| 71  | F    | Alexander Pavlovich  | 184 cm | 86 kg (190 lb)  | 12. juli 1988 (alder 27 år)      | Dinamo Minsk            |
| 74  | F    | Sergei Kostitsyn     | 183 cm | 96 kg (212 lb)  | 20. marts 1987 (alder 29 år)     | Torpedo Nizhny Novgorod |
| 77  | F    | Alexander Kitarov    | 190 cm | 96 kg (212 lb)  | 18. juni 1987 (alder 28 år)      | Neftekhimik Nizhnekamsk |
| 88  | F    | Yevgeni Kovyrshin    | 178 cm | 78 kg (172 lb)  | 25. januar 1986 (alder 30 år)    | Severstal Cherepovets   |
| 89  | D    | Dmitry Korobov – A   | 190 cm | 108 kg (238 lb) | 12. marts 1989 (alder 27 år)     | Atlant Moscow Oblast    |
| 91  | F    | Artur Gavrus         | 179 cm | 84 kg (185 lb)  | 3. januar 1994 (alder 22 år)     | Dinamo Minsk            |

### Canada
Et hold med 18 spillere blev annonceret den 11. april 2016. Den 28. april 2016 blev yderligere tre spillere tilføjet truppen: Derick Brassard, Mathew Dumba og Corey Perry. Den endelige trup blev annonceret den 4. maj 2016.
| Nr. | Pos. | Navn              | Højde  | Vægt           | Fødselsdag                       | Hold                  |
| --- | ---- | ----------------- | ------ | -------------- | -------------------------------- | --------------------- |
| 4   | F    | Taylor Hall       | 185 cm | 90 kg (200 lb) | 14. november 1991 (alder 24 år)  | Edmonton Oilers       |
| 5   | D    | Cody Ceci         | 190 cm | 93 kg (205 lb) | 21. december 1993 (alder 22 år)  | Ottawa Senators       |
| 6   | D    | Ryan Ellis        | 178 cm | 80 kg (180 lb) | 3. januar 1991 (alder 25 år)     | Nashville Predators   |
| 7   | D    | Michael Matheson  | 188 cm | 86 kg (190 lb) | 27. februar 1994 (alder 22 år)   | Florida Panthers      |
| 8   | D    | Chris Tanev       | 188 cm | 84 kg (185 lb) | 20. december 1989 (alder 26 år)  | Vancouver Canucks     |
| 9   | F    | Matt Duchene – A  | 185 cm | 90 kg (200 lb) | 16. januar 1991 (alder 25 år)    | Colorado Avalanche    |
| 10  | D    | Ben Hutton        | 188 cm | 83 kg (183 lb) | 20. april 1993 (alder 23 år)     | Vancouver Canucks     |
| 11  | F    | Brendan Gallagher | 173 cm | 81 kg (179 lb) | 6. maj 1992 (alder 24 år)        | Montreal Canadiens    |
| 14  | D    | Matt Dumba        | 183 cm | 83 kg (183 lb) | 25. juli 1994 (alder 21 år)      | Minnesota Wild        |
| 16  | F    | Max Domi          | 175 cm | 84 kg (185 lb) | 2. marts 1995 (alder 21 år)      | Arizona Coyotes       |
| 19  | F    | Derick Brassard   | 184 cm | 76 kg (168 lb) | 20. september 1987 (alder 28 år) | New York Rangers      |
| 23  | F    | Sam Reinhart      | 185 cm | 84 kg (185 lb) | 6. november 1995 (alder 20 år)   | Buffalo Sabres        |
| 24  | F    | Corey Perry – C   | 190 cm | 95 kg (209 lb) | 16. maj 1985 (alder 30 år)       | Anaheim Ducks         |
| 27  | D    | Ryan Murray       | 184 cm | 91 kg (201 lb) | 27. september 1993 (alder 22 år) | Columbus Blue Jackets |
| 31  | G    | Calvin Pickard    | 185 cm | 92 kg (203 lb) | 15. april 1992 (alder 24 år)     | Colorado Avalanche    |
| 33  | G    | Cam Talbot        | 190 cm | 82 kg (181 lb) | 5. juli 1987 (alder 28 år)       | Edmonton Oilers       |
| 38  | F    | Boone Jenner      | 186 cm | 93 kg (205 lb) | 15. juni 1993 (alder 22 år)      | Columbus Blue Jackets |
| 44  | D    | Morgan Rielly     | 185 cm | 93 kg (205 lb) | 9. marts 1994 (alder 22 år)      | Toronto Maple Leafs   |
| 55  | F    | Mark Scheifele    | 188 cm | 89 kg (196 lb) | 15. marts 1993 (alder 23 år)     | Winnipeg Jets         |
| 61  | F    | Mark Stone        | 190 cm | 93 kg (205 lb) | 13. maj 1992 (alder 23 år)       | Ottawa Senators       |
| 63  | F    | Brad Marchand     | 176 cm | 83 kg (183 lb) | 11. maj 1988 (alder 27 år)       | Boston Bruins         |
| 90  | F    | Ryan O'Reilly – A | 183 cm | 96 kg (212 lb) | 7. februar 1991 (alder 25 år)    | Buffalo Sabres        |
| 97  | F    | Connor McDavid    | 185 cm | 85 kg (187 lb) | 13. januar 1997 (alder 19 år)    | Edmonton Oilers       |

### Finland
Et hold med 28 spillere blev annonceret den 18. april 2016. Det endelige VM-hold blev annonceret den 1. maj 2016.
Hovedtræner: Kari Jalonen
| Nr. | Pos. | Navn               | Højde  | Vægt           | Fødselsdag                       | Hold                       |
| --- | ---- | ------------------ | ------ | -------------- | -------------------------------- | -------------------------- |
| 1   | G    | Juuse Saros        | 179 cm | 82 kg (181 lb) | 19. april 1995 (alder 21 år)     | Nashville Predators        |
| 2   | D    | Ville Pokka        | 183 cm | 89 kg (196 lb) | 3. juni 1994 (alder 21 år)       | Chicago Blackhawks         |
| 4   | D    | Tommi Kivistö      | 186 cm | 89 kg (196 lb) | 7. juni 1991 (alder 24 år)       | Avtomobilist Yekaterinburg |
| 5   | D    | Lasse Kukkonen – A | 183 cm | 85 kg (187 lb) | 18. september 1981 (alder 34 år) | Oulun Kärpät               |
| 6   | D    | Topi Jaakola       | 188 cm | 90 kg (200 lb) | 15. november 1983 (alder 32 år)  | Jokerit                    |
| 7   | D    | Esa Lindell        | 191 cm | 94 kg (207 lb) | 23. maj 1994 (alder 21 år)       | Dallas Stars               |
| 9   | F    | Mikko Koivu – C    | 189 cm | 92 kg (203 lb) | 12. marts 1983 (alder 33 år)     | Minnesota Wild             |
| 19  | G    | Mikko Koskinen     | 200 cm | 87 kg (192 lb) | 18. juli 1988 (alder 27 år)      | SKA Saint Petersburg       |
| 20  | F    | Sebastian Aho      | 181 cm | 80 kg (180 lb) | 26. juli 1997 (alder 18 år)      | Oulun Kärpät               |
| 24  | F    | Jani Lajunen       | 185 cm | 75 kg (165 lb) | 16. juni 1990 (alder 25 år)      | Jokerit                    |
| 28  | D    | Anssi Salmela      | 185 cm | 86 kg (190 lb) | 13. august 1984 (alder 31 år)    | Brynäs IF                  |
| 29  | F    | Patrik Laine       | 194 cm | 94 kg (207 lb) | 19. april 1998 (alder 18 år)     | Tappara                    |
| 32  | G    | Niklas Bäckström   | 187 cm | 85 kg (187 lb) | 13. februar 1978 (alder 38 år)   | Calgary Flames             |
| 36  | F    | Jussi Jokinen – A  | 183 cm | 87 kg (192 lb) | 1. april 1983 (alder 33 år)      | Florida Panthers           |
| 37  | F    | Mika Pyörälä       | 182 cm | 81 kg (179 lb) | 13. juli 1981 (alder 34 år)      | Oulun Kärpät               |
| 38  | D    | Juuso Hietanen     | 180 cm | 85 kg (187 lb) | 14. juni 1985 (alder 30 år)      | Dynamo Moscow              |
| 40  | F    | Jarno Koskiranta   | 192 cm | 89 kg (196 lb) | 9. december 1986 (alder 29 år)   | SKA Saint Petersburg       |
| 41  | F    | Antti Pihlström    | 180 cm | 82 kg (181 lb) | 22. oktober 1984 (alder 31 år)   | CSKA Moscow                |
| 51  | F    | Tomi Sallinen      | 184 cm | 80 kg (180 lb) | 11. februar 1989 (alder 27 år)   | Djurgårdens IF             |
| 55  | D    | Atte Ohtamaa       | 188 cm | 92 kg (203 lb) | 6. november 1987 (alder 28 år)   | Jokerit                    |
| 56  | F    | Teemu Pulkkinen    | 180 cm | 90 kg (200 lb) | 2. januar 1992 (alder 24 år)     | Detroit Red Wings          |
| 61  | F    | Aleksander Barkov  | 191 cm | 96 kg (212 lb) | 2. september 1995 (alder 20 år)  | Florida Panthers           |
| 64  | F    | Mikael Granlund    | 179 cm | 83 kg (183 lb) | 26. februar 1992 (alder 24 år)   | Minnesota Wild             |
| 71  | F    | Leo Komarov        | 180 cm | 90 kg (200 lb) | 23. januar 1987 (alder 29 år)    | Toronto Maple Leafs        |
| 96  | F    | Mikko Rantanen     | 192 cm | 98 kg (216 lb) | 29. oktober 1996 (alder 19 år)   | Colorado Avalanche         |

### Frankrig
Det endelige VM-hold blev annonceret den trup 3. maj 2016.
Hovedtræner: Dave Henderson
| Nr. | Pos. | Navn                         | Højde  | Vægt           | Fødselsdag                       | Hold                    |
| --- | ---- | ---------------------------- | ------ | -------------- | -------------------------------- | ----------------------- |
| 3   | D    | Jonathan Janil               | 189 cm | 93 kg (205 lb) | 24. september 1987 (alder 28 år) | Boxers de Bordeaux      |
| 7   | F    | Yorick Treille               | 190 cm | 97 kg (214 lb) | 15. juli 1980 (alder 35 år)      | Dragons de Rouen        |
| 9   | F    | Damien Fleury – A            | 180 cm | 84 kg (185 lb) | 1. februar 1986 (alder 30 år)    | Schwenninger Wild Wings |
| 10  | F    | Laurent Meunier – C          | 181 cm | 82 kg (181 lb) | 16. januar 1979 (alder 37 år)    | HC La Chaux-de-Fonds    |
| 12  | F    | Valentin Claireaux           | 180 cm | 90 kg (200 lb) | 5. april 1991 (alder 25 år)      | KeuPa HT                |
| 18  | D    | Yohann Auvitu                | 182 cm | 90 kg (200 lb) | 27. juli 1989 (alder 26 år)      | HIFK                    |
| 20  | F    | Eliot Berthon                | 171 cm | 83 kg (183 lb) | 27. april 1992 (alder 24 år)     | EHC Biel                |
| 25  | F    | Nicolas Ritz                 | 182 cm | 87 kg (192 lb) | 26. februar 1992 (alder 24 år)   | Lillehammer IK          |
| 26  | D    | Benjamin Dieude-Fauvel       | 188 cm | 98 kg (216 lb) | 26. august 1986 (alder 29 år)    | Kalamazoo Wings         |
| 27  | F    | Loïc Lampérier               | 187 cm | 90 kg (200 lb) | 7. august 1989 (alder 26 år)     | Dragons de Rouen        |
| 28  | F    | Damien Raux                  | 178 cm | 83 kg (183 lb) | 3. november 1984 (alder 31 år)   | Dragons de Rouen        |
| 33  | G    | Ronan Quemener               | 186 cm | 86 kg (190 lb) | 13. februar 1988 (alder 28 år)   | Asplöven HC             |
| 39  | G    | Cristobal Huet               | 183 cm | 93 kg (205 lb) | 3. september 1975 (alder 40 år)  | Lausanne HC             |
| 41  | F    | Pierre-Édouard Bellemare – A | 182 cm | 90 kg (200 lb) | 6. marts 1985 (alder 31 år)      | Philadelphia Flyers     |
| 42  | F    | Julien Desrosiers            | 178 cm | 83 kg (183 lb) | 14. oktober 1980 (alder 35 år)   | Boxers de Bordeaux      |
| 46  | D    | Grégory Beron                | 181 cm | 87 kg (192 lb) | 31. juli 1989 (alder 26 år)      | Gothiques d'Amiens      |
| 49  | G    | Florian Hardy                | 183 cm | 83 kg (183 lb) | 8. februar 1985 (alder 31 år)    | Dornbirner EC           |
| 57  | D    | Teddy Trabichet              | 179 cm | 89 kg (196 lb) | 10. marts 1987 (alder 29 år)     | Rapaces de Gap          |
| 62  | D    | Florian Chakiachvili         | 186 cm | 87 kg (192 lb) | 18. marts 1992 (alder 24 år)     | Dragons de Rouen        |
| 72  | F    | Jordann Perret               | 178 cm | 79 kg (174 lb) | 15. oktober 1994 (alder 21 år)   | Brûleurs de Loups       |
| 77  | F    | Sacha Treille                | 194 cm | 95 kg (209 lb) | 6. november 1987 (alder 28 år)   | Dragons de Rouen        |
| 80  | F    | Teddy Da Costa               | 180 cm | 85 kg (187 lb) | 17. februar 1986 (alder 30 år)   | Vaasan Sport            |
| 82  | F    | Charles Bertrand             | 185 cm | 92 kg (203 lb) | 5. februar 1991 (alder 25 år)    | Vaasan Sport            |
| 90  | D    | Maxime Moisand               | 176 cm | 82 kg (181 lb) | 11. juni 1990 (alder 25 år)      | Dauphins d'Épinal       |
| 93  | F    | Tim Bozon                    | 186 cm | 88 kg (194 lb) | 24. marts 1994 (alder 22 år)     | St. John's IceCaps      |

### Tyskland
Et hold med 28 spillere blev annoncret den 18. april 2016. Det blev senere revideret.
Hovedtræner: Marco Sturm
| Nr. | Pos. | Navn                  | Højde  | Vægt            | Fødselsdag                      | Hold                   |
| --- | ---- | --------------------- | ------ | --------------- | ------------------------------- | ---------------------- |
| 1   | G    | Thomas Greiss         | 188 cm | 94 kg (207 lb)  | 29. januar 1986 (alder 30 år)   | New York Islanders     |
| 2   | D    | Denis Reul            | 193 cm | 110 kg (240 lb) | 29. juni 1989 (alder 26 år)     | Adler Mannheim         |
| 5   | D    | Korbinian Holzer      | 190 cm | 94 kg (207 lb)  | 16. februar 1988 (alder 28 år)  | Anaheim Ducks          |
| 7   | D    | Daryl Boyle           | 185 cm | 89 kg (196 lb)  | 24. februar 1987 (alder 29 år)  | EHC München            |
| 8   | F    | Tobias Rieder         | 180 cm | 82 kg (181 lb)  | 10. januar 1993 (alder 23 år)   | Arizona Coyotes        |
| 9   | F    | Jerome Flaake         | 190 cm | 92 kg (203 lb)  | 2. marts 1990 (alder 26 år)     | Hamburg Freezers       |
| 10  | D    | Christian Ehrhoff – A | 188 cm | 92 kg (203 lb)  | 6. juli 1982 (alder 33 år)      | Chicago Blackhawks     |
| 12  | F    | Brooks Macek          | 181 cm | 82 kg (181 lb)  | 15. maj 1992 (alder 23 år)      | Iserlohn Roosters      |
| 17  | F    | Marcus Kink – A       | 186 cm | 96 kg (212 lb)  | 13. januar 1985 (alder 31 år)   | Adler Mannheim         |
| 29  | F    | Leon Draisaitl        | 189 cm | 96 kg (212 lb)  | 27. oktober 1995 (alder 20 år)  | Edmonton Oilers        |
| 31  | G    | Felix Brueckmann      | 181 cm | 83 kg (183 lb)  | 16. december 1990 (alder 25 år) | EHC Wolfsburg          |
| 36  | F    | Yannic Seidenberg     | 172 cm | 82 kg (181 lb)  | 11. januar 1984 (alder 32 år)   | EHC München            |
| 37  | F    | Patrick Reimer        | 179 cm | 86 kg (190 lb)  | 16. oktober 1982 (alder 33 år)  | Thomas Sabo Ice Tigers |
| 43  | F    | Gerrit Fauser         | 182 cm | 87 kg (192 lb)  | 13. juli 1989 (alder 26 år)     | EHC Wolfsburg          |
| 50  | F    | Patrick Hager         | 178 cm | 83 kg (183 lb)  | 8. september 1988 (alder 27 år) | Kölner Haie            |
| 51  | G    | Timo Pielmeier        | 183 cm | 82 kg (181 lb)  | 7. juli 1989 (alder 26 år)      | ERC Ingolstadt         |
| 55  | F    | Felix Schütz          | 178 cm | 84 kg (185 lb)  | 3. november 1987 (alder 28 år)  | Rögle BK               |
| 57  | F    | Marcel Goc – C        | 185 cm | 92 kg (203 lb)  | 24. august 1983 (alder 32 år)   | Adler Mannheim         |
| 74  | F    | Dominik Kahun         | 180 cm | 80 kg (180 lb)  | 2. juli 1995 (alder 20 år)      | EHC München            |
| 81  | D    | Torsten Ankert        | 188 cm | 87 kg (192 lb)  | 22. juni 1988 (alder 27 år)     | Kölner Haie            |
| 82  | D    | Sinan Akdag           | 190 cm | 89 kg (196 lb)  | 5. november 1989 (alder 26 år)  | Adler Mannheim         |
| 87  | F    | Philip Gogulla        | 188 cm | 88 kg (194 lb)  | 31. juli 1987 (alder 28 år)     | Kölner Haie            |
| 90  | D    | Constantin Braun      | 191 cm | 97 kg (214 lb)  | 11. marts 1988 (alder 28 år)    | Eisbären Berlin        |
| 91  | D    | Moritz Müller         | 187 cm | 92 kg (203 lb)  | 19. november 1986 (alder 29 år) | Kölner Haie            |
| 92  | F    | Marcel Noebels        | 189 cm | 87 kg (192 lb)  | 14. marts 1992 (alder 24 år)    | Eisbären Berlin        |

### Ungarn
Et hold med 31 spillere blev annonceret den 20. april 2016.
Hovedtræner: Rich Chernomaz
| Nr. | Pos. | Navn             | Højde  | Vægt            | Fødselsdag                      | Hold                       |
| --- | ---- | ---------------- | ------ | --------------- | ------------------------------- | -------------------------- |
| 2   | F    | Csaba Kovács – A | 178 cm | 83 kg (183 lb)  | 18. marts 1984 (alder 32 år)    | Fehérvár AV19              |
| 5   | D    | Bence Stipsicz   | 186 cm | 85 kg (187 lb)  | 3. februar 1997 (alder 19 år)   | MAC Budapest               |
| 6   | D    | Bence Szirányi   | 187 cm | 78 kg (172 lb)  | 17. februar 1988 (alder 28 år)  | Fehérvár AV19              |
| 9   | F    | András Benk      | 189 cm | 93 kg (205 lb)  | 3. september 1987 (alder 28 år) | Fehérvár AV19              |
| 10  | F    | Gergo Nagy       | 192 cm | 96 kg (212 lb)  | 10. oktober 1989 (alder 26 år)  | Fehérvár AV19              |
| 13  | F    | Krisztián Nagy   | 177 cm | 84 kg (185 lb)  | 28. juli 1994 (alder 21 år)     | MAC Budapest               |
| 16  | F    | Dániel Kóger     | 191 cm | 82 kg (181 lb)  | 10. november 1989 (alder 26 år) | Fehérvár AV19              |
| 20  | F    | István Sofron    | 189 cm | 91 kg (201 lb)  | 24. februar 1988 (alder 28 år)  | EC KAC                     |
| 21  | F    | János Vas – A    | 186 cm | 89 kg (196 lb)  | 29. januar 1984 (alder 32 år)   | HC Slavia Praha            |
| 22  | F    | Vilmos Galló     | 183 cm | 86 kg (190 lb)  | 31. juli 1996 (alder 19 år)     | Linköpings HC              |
| 25  | F    | Bálint Magosi    | 188 cm | 90 kg (200 lb)  | 15. august 1989 (alder 26 år)   | Diables Rouges de Briançon |
| 26  | F    | Kevin Wehrs      | 178 cm | 78 kg (172 lb)  | 7. april 1988 (alder 28 år)     | Fehérvár AV19              |
| 28  | F    | István Bartalis  | 186 cm | 88 kg (194 lb)  | 7. september 1990 (alder 25 år) | Fehérvár AV19              |
| 29  | G    | Zoltán Hetényi   | 188 cm | 97 kg (214 lb)  | 22. august 1988 (alder 27 år)   | Fehérvár AV19              |
| 30  | G    | Ádám Vay         | 196 cm | 104 kg (229 lb) | 22. marts 1994 (alder 22 år)    | Debreceni HK               |
| 31  | G    | Miklós Rajna     | 180 cm | 85 kg (187 lb)  | 22. juni 1991 (alder 24 år)     | Fehérvár AV19              |
| 36  | F    | Csanád Erdély    | 188 cm | 90 kg (200 lb)  | 5. april 1996 (alder 20 år)     | Sioux Falls Stampede       |
| 38  | F    | Frank Banham     | 185 cm | 88 kg (194 lb)  | 14. april 1975 (alder 41 år)    | Fehérvár AV19              |
| 41  | F    | Balázs Sebok     | 185 cm | 90 kg (200 lb)  | 14. december 1994 (alder 21 år) | KalPa                      |
| 42  | D    | Márton Vas – C   | 186 cm | 96 kg (212 lb)  | 2. marts 1980 (alder 36 år)     | HC Fassa                   |
| 52  | D    | Jesse Dudas      | 188 cm | 102 kg (225 lb) | 31. marts 1988 (alder 28 år)    | Miskolci Jegesmedvék       |
| 55  | F    | Andrew Sarauer   | 194 cm | 93 kg (205 lb)  | 17. november 1984 (alder 31 år) | Fehérvár AV19              |
| 61  | D    | István Mestyán   | 190 cm | 92 kg (203 lb)  | 31. marts 1989 (alder 27 år)    | MAC Budapest               |
| 65  | D    | Kalvin Sagert    | 187 cm | 107 kg (236 lb) | 20. januar 1987 (alder 29 år)   | Miskolci Jegesmedvék       |
| 70  | D    | Zsombor Garát    | 187 cm | 90 kg (200 lb)  | 27. juli 1997 (alder 18 år)     | MAC Budapest               |

### Slovakiet
Et hold på 25 blev annonceret den 18.april 2016. Det blev ændret den 30. april 2016.
Hovedtræner: Zdeno Cíger
| Nr. | Pos. | Navn              | Højde  | Vægt            | Fødselsdag                      | Hold                  |
| --- | ---- | ----------------- | ------ | --------------- | ------------------------------- | --------------------- |
| 2   | D    | Andrej Sekera – C | 183 cm | 87 kg (192 lb)  | 8. juni 1986 (alder 29 år)      | Edmonton Oilers       |
| 8   | D    | Michal Sersen – A | 188 cm | 92 kg (203 lb)  | 28. december 1985 (alder 30 år) | Slovan Bratislava     |
| 10  | F    | Martin Réway – A  | 178 cm | 79 kg (174 lb)  | 24. januar 1995 (alder 21 år)   | HC Fribourg-Gottéron  |
| 13  | F    | Tomáš Jurco       | 188 cm | 85 kg (187 lb)  | 28. december 1992 (alder 23 år) | Detroit Red Wings     |
| 14  | D    | Andrej Meszároš   | 188 cm | 99 kg (218 lb)  | 13. oktober 1985 (alder 30 år)  | Sibir Novosibirsk     |
| 15  | D    | Ivan Švarný       | 187 cm | 95 kg (209 lb)  | 31. oktober 1984 (alder 31 år)  | Slovan Bratislava     |
| 21  | F    | Peter Cehlárik    | 188 cm | 91 kg (201 lb)  | 2. august 1995 (alder 20 år)    | Luleå HF              |
| 22  | F    | Vladimír Dravecký | 182 cm | 90 kg (200 lb)  | 3. juni 1985 (alder 30 år)      | HC Ocelári Trinec     |
| 25  | F    | Marek Viedenský   | 192 cm | 88 kg (194 lb)  | 18. august 1990 (alder 25 år)   | Slovan Bratislava     |
| 26  | D    | Juraj Mikuš       | 194 cm | 100 kg (220 lb) | 30. november 1988 (alder 27 år) | HC Sparta Praha       |
| 28  | F    | Pavol Skalický    | 195 cm | 94 kg (207 lb)  | 9. oktober 1995 (alder 20 år)   | Slovan Bratislava     |
| 30  | G    | Samuel Baroš      | 182 cm | 82 kg (181 lb)  | 10. februar 1994 (alder 22 år)  | HKm Zvolen            |
| 33  | G    | Július Hudácek    | 184 cm | 84 kg (185 lb)  | 9. august 1988 (alder 27 år)    | Örebro HK             |
| 41  | F    | Patrik Lušnák     | 180 cm | 85 kg (187 lb)  | 6. november 1988 (alder 27 år)  | Slovan Bratislava     |
| 42  | G    | Branislav Konrád  | 188 cm | 85 kg (187 lb)  | 10. oktober 1987 (alder 28 år)  | HC Olomouc            |
| 51  | D    | Dominik Granák    | 182 cm | 81 kg (179 lb)  | 11. juni 1983 (alder 32 år)     | Rögle BK              |
| 52  | D    | Martin Marincin   | 192 cm | 88 kg (194 lb)  | 18. februar 1992 (alder 24 år)  | Toronto Maple Leafs   |
| 56  | F    | Marko Dano        | 182 cm | 90 kg (200 lb)  | 30. november 1994 (alder 21 år) | Winnipeg Jets         |
| 59  | F    | Andrej Štastný    | 191 cm | 99 kg (218 lb)  | 24. januar 1991 (alder 25 år)   | Slovan Bratislava     |
| 61  | F    | Marek Bartánus    | 190 cm | 99 kg (218 lb)  | 13. februar 1987 (alder 29 år)  | HC Košice             |
| 62  | D    | Christián Jaroš   | 192 cm | 93 kg (205 lb)  | 2. april 1996 (alder 20 år)     | Luleå HF              |
| 65  | F    | Tomáš Marcinko    | 193 cm | 97 kg (214 lb)  | 11. april 1988 (alder 28 år)    | HC Pardubice          |
| 79  | F    | Libor Hudácek     | 175 cm | 75 kg (165 lb)  | 7. september 1990 (alder 25 år) | Örebro HK             |
| 80  | F    | Tomáš Hrnka       | 196 cm | 97 kg (214 lb)  | 11. november 1991 (alder 24 år) | HC Košice             |
| 83  | F    | Martin Bakoš      | 188 cm | 90 kg (200 lb)  | 18. april 1990 (alder 26 år)    | HC Bílí Tygri Liberec |

### USA
USA's endelige VM-hold blev annonceret den 3. maj 2016.
Hovedtræner: John Hynes
| Nr. | Pos. | Navn               | Højde  | Vægt            | Fødselsdag                       | Hold                   |
| --- | ---- | ------------------ | ------ | --------------- | -------------------------------- | ---------------------- |
| 1   | G    | Keith Kinkaid      | 191 cm | 88 kg (194 lb)  | 4. juli 1989 (alder 26 år)       | New Jersey Devils      |
| 5   | D    | Connor Murphy – A  | 193 cm | 96 kg (212 lb)  | 26. marts 1993 (alder 23 år)     | Arizona Coyotes        |
| 6   | D    | Chris Wideman      | 178 cm | 82 kg (181 lb)  | 7. januar 1990 (alder 26 år)     | Ottawa Senators        |
| 7   | F    | J. T. Compher      | 180 cm | 87 kg (192 lb)  | 8. april 1995 (alder 21 år)      | University of Michigan |
| 10  | F    | Jordan Schroeder   | 175 cm | 80 kg (180 lb)  | 29. september 1990 (alder 25 år) | Minnesota Wild         |
| 11  | F    | Brock Nelson       | 191 cm | 93 kg (205 lb)  | 15. oktober 1991 (alder 24 år)   | New York Islanders     |
| 14  | F    | Tyler Motte        | 175 cm | 86 kg (190 lb)  | 10. marts 1995 (alder 21 år)     | University of Michigan |
| 15  | D    | Noah Hanifin       | 191 cm | 93 kg (205 lb)  | 25. januar 1997 (alder 19 år)    | Carolina Hurricanes    |
| 16  | D    | Steven Santini     | 188 cm | 94 kg (207 lb)  | 7. marts 1995 (alder 21 år)      | Boston College         |
| 18  | F    | Kyle Connor        | 185 cm | 79 kg (174 lb)  | 9. december 1996 (alder 19 år)   | University of Michigan |
| 19  | F    | Patrick Maroon     | 191 cm | 104 kg (229 lb) | 23. april 1988 (alder 28 år)     | Edmonton Oilers        |
| 21  | F    | Dylan Larkin       | 185 cm | 86 kg (190 lb)  | 30. juli 1996 (alder 19 år)      | Detroit Red Wings      |
| 23  | F    | Matt Hendricks – C | 183 cm | 94 kg (207 lb)  | 17. juni 1981 (alder 34 år)      | Edmonton Oilers        |
| 24  | F    | Hudson Fasching    | 188 cm | 98 kg (216 lb)  | 28. juli 1995 (alder 20 år)      | Buffalo Sabres         |
| 28  | F    | Miles Wood         | 185 cm | 88 kg (194 lb)  | 13. september 1995 (alder 20 år) | Boston College         |
| 29  | D    | Jake McCabe        | 183 cm | 97 kg (214 lb)  | 12. oktober 1993 (alder 22 år)   | Buffalo Sabres         |
| 30  | G    | Mike Condon        | 188 cm | 89 kg (196 lb)  | 27. april 1990 (alder 26 år)     | Montreal Canadiens     |
| 31  | G    | Thatcher Demko     | 193 cm | 95 kg (209 lb)  | 8. december 1995 (alder 20 år)   | Boston College         |
| 34  | F    | Auston Matthews    | 188 cm | 88 kg (194 lb)  | 17. september 1997 (alder 18 år) | ZSC Lions              |
| 48  | F    | Vince Hinostroza   | 178 cm | 82 kg (181 lb)  | 3. april 1994 (alder 22 år)      | Chicago Blackhawks     |
| 55  | D    | David Warsofsky    | 175 cm | 77 kg (170 lb)  | 30. maj 1990 (alder 25 år)       | New Jersey Devils      |
| 71  | F    | Nick Foligno – A   | 183 cm | 95 kg (209 lb)  | 31. oktober 1987 (alder 28 år)   | Columbus Blue Jackets  |
| 72  | F    | Frank Vatrano      | 178 cm | 98 kg (216 lb)  | 14. marts 1994 (alder 22 år)     | Boston Bruins          |
| 76  | D    | Brady Skjei        | 191 cm | 93 kg (205 lb)  | 26. marts 1994 (alder 22 år)     | New York Rangers       |